# Joey Jones
Joseph Patrick "Joey" Jones, född 4 mars 1955 i Llandudno i Conwy, död 22 juli 2025, var en brittisk (walesisk) fotbollsspelare och tränare. Under sin tid i Liverpool var han med och vann Europacupen 1977 och 1978.

## Klubbkarriär

### Wrexham
Joey Jones kom till Wrexham 1971 och gjorde debut som 17-åring i en Welsh Cup match mot Chester City som Wrexham förlorade med 1-0. 1975 vann laget däremot turneringen efter seger mot Cardiff City i finalen. Han var även med och förde Wrexham till kvartsfinal i FA-cupen för första gången i klubbens historia.

### Liverpool
I juli 1975 värvades Jones till Liverpool för £110,000 av Bob Paisley. Han gjorde debut för sin nya klubb när man förlorade med 2-0 mot Queens Park Rangers 16 augusti. När Liverpool vann ligan 1975/76 så spelade Jones bara 13 matcher, en för lite för att få en medalj.
Till säsongen 1976/77 var Jones ordinarie i det lag som vann både ligan och Europacupen. Sitt första mål i Liverpool gjorde han 9 november 1976 i en 5-1-seger mot Leicester City. Liverpool var även i final av FA-cupen, där man dock förlorade med 2-1 mot Manchester United. Jones spelade där fram till Jimmy Case som gjorde Liverpools 1-1 mål. Liverpool kom dock tillbaka från nederlaget då man fyra dagar senare vann Europacupen efter 3-1 i finalen mot Borussia Mönchengladbach
Året efter minskade dock Jones speltid drastiskt då managern ofta föredrog Tommy Smith eller Alan Hansen, vilket gjorde att han lämnade klubben sommaren 1978 efter totalt 100 matcher och 3 mål.

### Chelsea
Efter att ha lämnat Liverpool så återvände Jones till Wrexham där han spelade i fyra år innan han värvades till Chelsea 1982. I sin debutmatch för klubben mot Carlisle United så blev han utvisad. Under hans andra säsong så var han ordinarie i det lag som vann Second Division och då blev uppflyttade till First Division. Han spelade bara en säsong till i Chelsea innan han åldes till Huddersfield Town. I Chelsea blev det 78 ligamatcher och två mål för Jones.

### Slutet
I augusti 1985 såldes Jones till Huddersfield Town där han blev utsedd till Huddersfields bästa spelare under sin första säsong. 1987 lämnade han dock klubben och återvände till Wrexham där han avslutade sin karriär 1992.

## Internationell karriär
Joey Jones gjorde sin debut för Wales i en match mot Österrike i november 1975. Under elva års tid kom han att göra 72 landskamper och ett mål.

## Efter spelarkarriären
Efter att Jones slutade spela fotboll så blev han tillfällig huvudtränare i Wrexham efter att Brian Flynn fått sparken.
Under 2005 släppte Jones en självbiografi som fick namnet "Oh Joey, Joey!"
2005 blev han även framröstad som den största spelaren någonsin i Wrexham av BBC:s tittare. Även i Liverpool var Jones uppskattad, och han hamnade på 63:e plats när över 100,000 fans fick rösta om den bästa Liverpoolspelaren i historien.

## Meriter
Wrexham
- Welsh Cup: 1975

Liverpool
- First Division: 1976, 1977
- Europacupen: 1977, 1978
- UEFA-cupen: 1976
- Uefa Super Cup: 1977

Chelsea
- Second Division: 1984